# Herstructurering
Herstructurering of reconversie is een economisch begrip dat inhoudt dat bestaande gebouwen of terreinen worden moeten aangepast aan de behoeften van een nieuwe markt.
Meestal heeft herstructurering betrekking op oud industrieel erfgoed, zoals het terrein van een kolenmijn: bestaande, nog bruikbare elementen van de oude productiestructuur en infrastructuur worden aangepast. Het gaat hier in feite om een omschakeling van de activiteiten. Een voorbeeld is C-Mine, een voormalige steenkoolmijn.